# Gymnocarpos argenteus
Gymnocarpos argenteus är en nejlikväxtart som beskrevs av L. Petrusson och M. Thulin. Gymnocarpos argenteus ingår i släktet Gymnocarpos och familjen nejlikväxter. Inga underarter finns listade i Catalogue of Life.